# Барон Сэквилл
Барон Сэквилл из Ноула в графстве Кент — наследственный титул в системе Пэрства Соединенного Королевства. Он был создан 2 октября 1876 года для достопочтенного Мортимера Сэквилл-Уэста (1820—1888). Мортимер Сэквилл-Уэст был четвертым сыном Джорджа Сэквилла-Уэста, 5-го граф Де Ла Уорра (1791—1869), и Элизабет Сэквилл-Уэст, графини Де Ла Уорр и 1-й баронессы Бакхерст (1795—1870), младшей дочери и сонаследницы Джона Сэквилла, 3-го герцога Дорсета (1745—1799). После смерти двоюродного брата последнего, Чарльза Сэквилла-Жермена, 5-го герцога Дорсета (1767—1843), в 1843 году, герцогство и его вспомогательные титулы прервались, а титул барона Сэквилла через Элизабет перешел к семье Уэст, принявшей дополнительную фамилию «Сэквилл», получив королевское разрешение. Мортимер Сэквилл-Уэст унаследовал большую часть поместий своего умершего родственника, в том числе Ноул-хаус в графстве Кент, который до сих пор является семейной резиденцией баронов Сэквилл.
Его преемником стал его младший брат, Лайонел Сэквилл-Уэст (1827—1908), который стал 2-м бароном Сэквиллом. У него не было сыновей, и, после его смерти, титул перешел к его племяннику, Лайонелу Эдварду Сэквиллу-Уэсту, 3-му барону Сэквиллу (1867—1928). Он был сыном Уильяма Эдварда Сэквилла-Уэста, младшего брата Мортимера Сэквилл-Уэста и Лайонела Сэквилл-Уэста. Его преемником стал его младший брат, Чарльз Джон Сэквилл-Уэст, 4-й барон Сэквилл (1870—1962). Он имел чин генерал-майора британской армии. После его смерти титул перешел к его сыну, Эдварду Чарльзу Сэквиллу-Уэсту, 5-му барону Сэквиллу (1901—1965), а затем двоюродному брату последнего, Лайонелу Бертранду Сэквиллу-Уэсту, 6-му барону Сэквиллу (1913—2004). Он был старшим сыном достопочтенного Бертранда Джорджа Сэквилла-Уэста, младшего брата четвертого барона.
По состоянию на 2024 год титул носителем титула являлся племянник последнего, Роберт Бертранд Сэквилл-Уэст, 7-й барон Сэквилл (род. 1958), который стал преемником своего дяди в 2004 году. Он является сыном Хью Росслина Иниго Сэквилла-Уэста, младшего брата шестого барона.
Поэтесса Вита Сэквилл-Уэст (1892—1962) была дочерью третьего барона и его жены Виктории Сэквилл-Уэст (1862—1936), дочери второго барона Сэквилла.

## Бароны Сэквилл (1876)
- 1876—1888: Мортимер Сэквилл-Уэст, 1-й барон Сэквилл (22 сентября 1820 — 1 октября 1888), четвертый сын Джорджа Сэквилла-Уэста, 5-го граф Де Ла Уорра (1791—1869)[1];
- 1888—1908: Лайонел Сэквилл Сэквилл-Уэст, 2-й барон Сэквилл (19 июля 1827 — 3 сентября 1908), младший брат предыдущего[2];
- 1908—1928: Лайонел Эдвард Сэквилл-Уэст, 3-й барон Сэквилл (15 мая 1867 — 28 января 1928), старший сын полковника достопочтенного Уильяма Эдварда Сэквилла-Уэста (1830—1905), племянник предыдущего[3];
- 1928—1962: Генерал-майор Чарльз Джон Сэквилл-Уэст, 4-й барон Сэквилл[англ.] (10 августа 1870 — 8 мая 1962), второй сын полковника достопочтенного Уильяма Эдварда Сэквилла-Уэста (1830—1905), младший брат предыдущего[4];
- 1962—1965: Эдвард Чарльз Сэквилл-Уэст, 5-й барон Сэквилл[англ.] (13 ноября 1901 — 4 июля 1965), единственный сын предыдущего[5];
- 1965—2004: Лайонел Бертранд Сэквилл-Уэст, 6-й барон Сэквилл[англ.] (30 мая 1913 — 27 марта 2004), старший сын достопочтенного Бертранда Сэквилла-Уэста (1872—1959), двоюродный брат предыдущего[6];
- 2004 — настоящее время: Роберт Бертранд Сэквилл-Уэст, 7-й барон Сэквилл (род. 10 июля 1958), старший сын Хью Росслина Иниго Сэквилла-Уэста (1919—2001), племянник предыдущего[7];
  - Наследник титула: достопочтенный Артур Джордж Сэквилл-Уэст (род. 25 февраля 2000), единственный сын предыдущего[8].